# 1921 no Brasil
Esta é uma cronologia dos fatos acontecimentos de ano 1921 no Brasil.

## Incumbentes
- Presidente do Brasil - Epitácio Pessoa (28 de julho de 1919 - 15 de novembro de 1922).

## Eventos
- 2 de janeiro: Fundação do Cruzeiro Esporte Clube;
- 8 de janeiro: Chegada dos restos mortais de Dom Pedro II e Theresa Cristina
- 12 de junho: Fundação do Figueirense Futebol Clube;
- 13 de fevereiro: fundação do Centro Espírita Amor à Verdade, em Santa Cruz, RJ, por Ernesto Fagundes Varella. Primeira instituição da chamada Sexta Região, do Movimento Espírita do Rio de Janeiro;
- 19 de fevereiro: É fundado o jornal Folha de S.Paulo, em São Paulo[1];
- 20 de fevereiro: São realizadas as eleições para o Congresso Nacional do Brasil em todo o território nacional[2];
- 28 de julho: Durante a entrevista, Hermes da Fonseca declara ser candidato a presidente do Brasil[3][4].
- 9 de outubro: Começa a Crise das cartas falsas, que resultaria em Epitácio Pessoa desistir de atuar na sua sucessão.

## Nascimentos
- 7 de janeiro: Josué Guimarães, escritor (m. 1986);
- 1 de julho: Edgar Carício de Gouvêa, bispo (m. 2000).

## Mortes
- 14 de novembro: D. Isabel, Princesa Imperial e regente do Brasil (n. 29 de julho de 1846)[5].